# Gao Shiyan
Gao Shiyan (高诗岩S, Gāo ShìyánP; Dandong, 22 gennaio 1996) è un cestista cinese.

## Carriera

### Nazionale
Nel 2021 ha partecipato con la nazionale cinese 3x3 al torneo 3x3 delle Olimpiadi di Tokyo, venendo eliminato nella fase a gironi.